# Fontenois-la-Ville
Fontenois-la-Ville település Franciaországban, Haute-Saône megyében. Lakosainak száma 136 fő (2022. január 1.). Fontenois-la-Ville Betoncourt-Saint-Pancras, Mailleroncourt-Saint-Pancras és Fontenoy-le-Château községekkel határos.

## Népesség
A település népességének változása:
| Lakosok száma | 136  | 138  | 135  | 134  | 133  | 131  | 130  | 136  |
|               | 2013 | 2015 | 2017 | 2018 | 2019 | 2020 | 2021 | 2022 |